# Svensk Bandy Hall of Fame
Svensk Bandy Hall of Fame är en exklusiv skara personer som anses ha betytt mycket för bandysporten i Sverige.
Presentation av de nominerade, som inte får ha varit aktiva elitspelare de senaste tio åren, sker varje vår av en av Svenska Bandyförbundet utvald jury bestående av  Claes-G Bengtsson, Göran Söderlund och Lars Östling, från och med april 2020.

## Medlemmar av Hall of Fame
Not: Årtalen anger det år då respektive spelare valdes in i Hall of Fame.
1. Sune Almkvist - 2012
2. Torsten Tegnér - 2012
3. Sven "Sleven" Säfwenberg - 2012
4. Ejnar Ask - 2012
5. Pontus Widén - 2012
6. Nils "Nicke" Bergström - 2012
7. Olle Sääw - 2012
8. Ulf Fredin - 2012
9. Bernt "Bempa" Ericsson - 2012
10. Ola Johansson - 2012
11. Jonas Claesson - 2012
12. Bosse Nilsson - 2013
13. Björn Swartswe - 2013
14. Sören Boström - 2013
15. Bengt "Pinnen" Ramström - 2013
16. Gunnar Galin - 2014
17. Ann Elefalk - 2014
18. Göran Sedvall - 2014
19. Håkan Sundin - 2014
20. Hans Elis Johansson - 2014
21. Gösta "Snoddas" Nordgren - 2015
22. Lennart Backman - 2015
23. Curt Einarsson - 2015
24. Mikael Arvidsson - 2015
25. Stefan Karlsson - 2015
26. Hilding "Moggli" Gustafsson - 2016
27. Sven Karlsson - 2016
28. Torbjörn Ek - 2016
29. Anna-Karin Olsson - 2016
30. Ola Fredricson - 2016
31. Arne Argus - 2017
32. Ove Eidhagen - 2017
33. Jan-Erik Flink - 2017
34. Lars "Knatten" Olsson - 2017
35. Mikael Forsell - 2017
36. Gunnar Hyttse - 2018
37. Jan "Habo" Johansson - 2018
38. Leif Fredblad - 2018
39. Mats Carlsson - 2018
40. Per Togner - 2018
41. Einar Tätting - 2019
42. Håkan Ohlsson - 2019
43. Birgitta "Gittan" Söderström - 2019
44. Stefan "Lillis" Jonsson - 2019
45. Eric "Pampen" Borgström – 2020
46. Orvar Bergmark – 2020
47. Anders Bridholm – 2020
48. Hans Åström – 2020
49. Yngve Palmqvist – 2021
50. Christer Kjellqvist – 2021
51. Joe Lönngren – 2021
52. Lena Craméus – 2021
53. Seth Howander – 2022
54. Örjan Modin – 2022
55. Kent Hultqvist – 2022
56. Per-Olof Poppen Petersson – 2022
57. Åke Nyberg – 2023
58. Owe Svensson – 2023
59. Per "Pelle" Fosshaug – 2023
60. Johanna Pettersson – 2023